# بنة قيطاس (سلطان أباد)
بنة قيطاس (بالفارسية: بنه قیطاس) هي منطقة سكنية تقع في إيران في قسم سلطان أباد الريفي. يقدر عدد سكانها بـ 185 نسمة .